# فايدة كامل
فايدة كامل (12 يوليو 1932 - 21 أكتوبر 2011 )، مغنية وسياسية مصرية.

## عن حياتها
حاصلة على دبلوم المعهد العالي للموسيقى. غنت مجموعة من الأغاني الوطنية منها نشيد الوطن الأكبر عام 1960م. أصبحت نائبة في مجلس الشعب لعدة دورات عن دائرة الخليفة بالقاهرة، بعد أن توقفت عن الغناء. وترأست لجنة الثقافة والإعلام والسياحة في مجلس الشعب المصري.
كما كانت تشارك بالغناء خلال الأفلام السينمائية.

### حياتها الأسرية
تزوجت فايدة من وزير الداخلية الأسبق النبوي إسماعيل، وفايدة كامل هي شقيقة الموسيقار عبد الرحمن الخطيب والموسيقار الراحل سليمان جميل ومطربة الأوبرا أميرة كامل.
اشتغلت بالعمل السياسي وأصبحت نائبة بالبرلمان من العام 1971 عن حي الخليفة بالقاهرة وترأست لجنة الثقافة بمجلس الشعب ودخلت موسوعة جينيس كأقدم برلمانية بالعالم.

### حياتها الفنية والدراسية
لقد بدأت موهبتها الفنية تظهر منذ سن الثامنة وكانت وقتها بمدرسة البهية البرهانية الابتدائية بحي الخليفة (أحد أحياء القاهرة الشعبية)، وشاركت في برنامج «بابا شارو» في الإذاعة، وفي سن الحادية عشرة التحقت بمعهد الموسيقى العربية مع الفنانة نجاة الصغيرة. ثم التحقت بالمعهد العالي للفنون المسرحية والغنائية وكان يزاملها الفنان عبد الحليم حافظ وأحمد فؤاد حسن والموسيقار الراحل علي إسماعيل، وحصلت على دبلوم المعهد العالي للموسيقى المسرحية. وأثناء مسيرتها الفنية التحقت بكلية الحقوق وحصلت على ليسانس الحقوق.

### الحياة البرلمانية
منذ أن تولت فايدة كامل المسؤولية في مجلس الشعب (البرلمان) منذ عام 1971 كانت قضايا الوطن هي شغلها الشاغل وكذلك آمال أهل دائرتها والتي استطاعت أن تساهم إلى حد كبير في تحقيق الكثير منها، مثل إدخال مشروع الصرف الصحي ومياه الشرب ورصف الطرق وبناء 11 مدرسة وإنشاء خمس مراكز للشباب إلى جانب بناء المؤسسات الخيرية لرعاية الفقراء والأيتام وبناء المستشفيات.
استطاعت فايدة كامل كنائب في البرلمان أن تمثل المرأة المصرية في كثير من المؤتمرات الدولية سواء الأوروبية منها أو العربية أو الأفريقية.
كما ركزت عملها النيابي على حقوق المرأة المصرية كما نص عليه في الدستور خاصة في قانون الاحوال الشخصية وقانون الخلع وقانون إعطاء الجنسية المصرية لأبناء الأم المتزوجة من أجنبي. كانت آخر أعمالها في رئاستها للجنة الثقافة والإعلام والسياحة هو إعدادها لمشروع قانون الحفاظ على التراث السينمائي المصري، وهو قانون من شأنه أن يحفظ لذاكرة الأمة المصرية الأفلام السينمائية التي تعتبر تدويناً وتسجيلاً لثقافة الشعب المصري وحماية هذه الأفلام.
لها الكثير من الأغاني الوطنية مثل دع سمائي التي أدتها أثناء العدوان الثلاثي على مصر، وأغنية وطني حبيبي يا وطني الأكبر مع مجموعة من الفنانين العرب منهم عبد الحليم حافظ وصباح ووردة الجزائرية وشادية ونجاة الصغيرة. وغنت أيضاً «عاد السلام يا نيل». كما لها العديد من الأغاني الدينية منها «إلهي ليس إلاك عوناً فكن عوني على هذا الزمان».
من أهم أفلامها «أنا وأنت» و«سكة السلامة» و«على أد لحافك» و«أرض السلام».

## روابط خارجية
- فايدة كامل على موقع قاعدة بيانات الأفلام العربية